# اکاترینا گوردیوا
اکاترینا گوردیوا (روسی: Екатерина Александровна Гордеева؛ زادهٔ ۲۸ مهٔ ۱۹۷۱) اسکیت‌باز نمایشی سابق اهل اتحاد جماهیر شوروی سوسیالیستی و روسیه است.